# Hydrostatik
Die Hydrostatik ist die Lehre von Flüssigkeiten, die in einem ruhenden oder bewegten Bezugssystem, in dem die Betrachtungen durchgeführt werden, in Ruhe sind.:165 Die Hydrostatik ist das Teilgebiet der Fluidstatik, das die tropfbaren Fluide mit geringer und vernachlässigbarer Kompressibilität behandelt.:4

## Eigenschaften von ruhenden Flüssigkeiten
Die im Hauptartikel beschriebenen Eigenschaften von Flüssigkeiten werden hier nur aufgelistet.
Flüssigkeiten
- sind im flüssigen Aggregatzustand,
- bilden Grenzflächen aus gegenüber Festkörpern, Gasen und Flüssigkeiten, mit denen sie sich nicht vermischen, wobei
  - Freie Oberflächen Grenzflächen zu einem Gas und
  - Trennflächen Grenzflächen zwischen zwei sich nicht mischenden Flüssigkeiten sind,
- besitzen eine Oberflächenspannung und sind dadurch, im Gegensatz zu Gasen, tropfbar,
- setzen einer volumenerhaltenden Formänderung so gut wie keinen Widerstand entgegen und
- haben im Vergleich zu Gasen eine geringere #Kompressibilität[2]:6 und höhere Dichte.

Ruhende Flüssigkeiten
- passen sich jeder Gefäßform an,
- bilden aufgrund der Oberflächenspannung an den Rändern einer freien Oberfläche Menisken aus (sofern die freie Oberfläche im Vergleich zu den Menisken groß ist, können diese vernachlässigt werden; andernfalls ist Kapillarität zu berücksichtigen),
- sind im hydrostatischen Spannungszustand, d. h. der Druck ist ein Skalar, richtungsunabhängig und nur eine Funktion des Ortes,[2]:36
- besitzen eine allenfalls ortsabhängige aber nicht zeitabhängige Dichte,[1]:165 die im homogenen Schwerefeld auf Niveauflächen des Drucks (Isobaren) konstant ist,[3]:22 und
- weisen auf einer Trennfläche zwischen zwei Flüssigkeiten verschiedener Dichte einen überall gleichen Druck auf, und die Schichtung ist stabil, wenn die Flüssigkeit mit der geringeren Dichte über der mit der größeren Dichte liegt.[3]:23

### Druck in ruhenden Flüssigkeiten
Der Druck in einer ruhenden Flüssigkeit ist an einem Punkt in allen Richtungen gleich groß. Ohne volumenverteilte Kräfte wie die Schwerkraft ist der Druck überall gleich und der Druckgradient der Nullvektor. Wirkt nur die Schwerkraft, so entspricht der Schweredruck (auch hydrostatischer Druck) der Summe aus dem (Atmosphären-)Druck an der freien Oberfläche und dem sich durch die Gewichtskraft der Flüssigkeitssäule über dem betrachteten Punkt ergebenden Druck. Der Schweredruck ist nur von der Tiefe, nicht jedoch von der Gefäßform abhängig. Dies wird als hydrostatisches Paradoxon bezeichnet.

### Kompressibilität
Flüssigkeiten werden meist als quasi inkompressibel angenommen:4,9, weil sie in Ruhe bei kleinen Drücken (≤ 500 bar) nur wenig kompressibel sind.
Denn ihr Kompressions- oder Volumen-Elastizitätsmodul K ist im Vergleich zu Gasen groß. Der Modul gibt das Verhältnis zwischen Druckänderung dp und Volumendehnung dv/V an:
{\displaystyle K:=-{\frac {\mathrm {d} p}{\frac {\mathrm {d} {\mathsf {v}}}{\mathsf {V}}}}=-{\frac {{\mathsf {V}}\mathrm {d} p}{\mathrm {d} {\mathsf {v}}}}={\frac {1}{\kappa }}}
Das Minuszeichen ist Konvention: Der Kompressionsmodul K ist positiv, wenn das Volumen v unter steigendem Druck p abnimmt; V ist ein Referenzvolumen. Die Kompressibilität κ ist der Kehrwert des Kompressionsmoduls. Der Kompressionsmodul von Flüssigkeiten ist kleiner als der der meisten Festkörper. Wasser besitzt beispielsweise den Kompressionsmodul K ≈ 2000 MPa = 20.000 bar und der von Stahl ist mit 160.000 MPa achtzigmal so groß. Die Tabellen enthalten Anhaltswerte für Wasser und andere Flüssigkeiten.:7
| 1 | … | 50 |

| 50 | … | 100 |

| 100 | … | 200 |

| 200 | … | 300 |

| 300 | … | 500 |

| 500 | … | 1000 |

| 1000 | … | 2000 |

| 2000 | … | 3000 |

| 3000 | … | 5000 |

| Kompressibilität κ verschiedener Flüssigkeiten bei 20 °C und 1 bar Anfangsdruck |             |
| Flüssigkeit                                                                     | κ [bar−1]   |
| Ethanol                                                                         | ≈ 18,7·10−5 |
| Glyzerin                                                                        | ≈ 12,8·10−5 |
| Maschinenöl                                                                     | ≈ 9,6·10−5  |
| Quecksilber                                                                     | ≈ 0,4·10−5  |
| Wasser                                                                          | ≈ 4,9·10−5  |

## Freie Oberflächen
Der Druck über freien Oberflächen von Flüssigkeiten ist durch ihren stoff- und temperaturabhängigen Dampfdruck nach unten begrenzt.:9 Der Innendruck an einer wenig gekrümmten freien Oberfläche ist gleich dem Außendruck. Sofern dieser (näherungsweise) gleichverteilt ist, ist eine freie Oberfläche eine Fläche konstanten Drucks (Isobare) und damit senkrecht zum Druckgradient.
Auf der Erdoberfläche ist die Gewichtskraft zum Erdmittelpunkt gerichtet. Freie Oberflächen von ruhenden Gewässern sind Kugelflächenausschnitte von annäherndem Erdradius mit zum Erdmittelpunkt gerichteten Normalen. Bei kleiner Ausdehnung stellen freie Oberflächen ruhender Flüssigkeiten praktisch waagrechte Ebenen dar.:31
In Abwesenheit von äußeren Kräften, wie beispielsweise in der Schwerelosigkeit oder im freien Fall, strebt eine Flüssigkeit aufgrund ihrer Oberflächenspannung eine kugelförmige Gestalt an. Der Druck in der Flüssigkeit ist durch die Oberflächenspannung um eine Differenz erhöht, die umgekehrt proportional zum Radius der Kugel ist, siehe Young-Laplace-Gleichung. An kleinen Oberflächen bilden sich Menisken aus und ist Kapillarität zu berücksichtigen.
Eine freie Oberfläche wird in einer technischen Zeichnung durch ein gleichseitiges Dreieck gekennzeichnet ( ▽ ), das mit einer Ecke auf der Oberfläche aufsitzt.:31

### Hydrostatische Grundgleichung

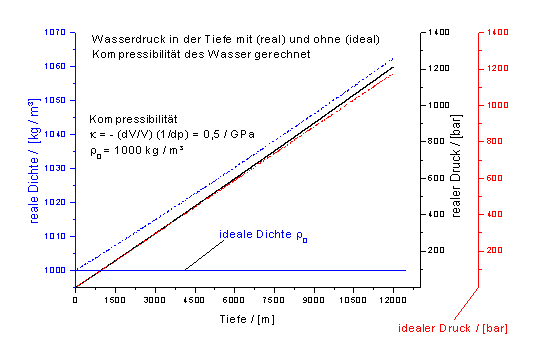
Mit und ohne #Kompressibilität berechnete Dichte- und Druckverteilung in Wasser als Funktion der Tiefe

Die hydrostatische Grundgleichung beschreibt den Druckverlauf über die Tiefe in der Flüssigkeit. Die Grundgleichung in differentieller Form lautet
{\displaystyle {\frac {\partial p}{\partial {\mathsf {h}}}}=\rho g}
Der Druck nimmt demnach proportional zur Dichte ρ und Schwerebeschleunigung g in deren Richtung mit der Tiefe h zu. Ist das Koordinatensystem nicht parallel zur (resultierenden) Beschleunigung ausgerichtet, dann kann die Grundgleichung in jeder Koordinatenrichtung xj aufgeschrieben werden::166
{\displaystyle {\frac {\partial p}{\partial x_{j}}}=\rho g_{j}}
oder als koordinatenunabhängige Vektorgleichung zusammengefasst
{\displaystyle \nabla p=\rho ({\vec {k}}+{\vec {k}}_{f})}
siehe Fluidstatik#Allgemeine fluidstatische Grundgleichung. Hier ist noch die Führungskraft {\displaystyle \rho {\vec {k}}_{f}} aufgenommen, die als Scheinkraft in beschleunigten Bezugssystemen auftritt.
Unter der Annahme der Inkompressibilität (ρ = konst.)
ergibt sich aus der Grundgleichung in differentieller Form im homogenen Schwerefeld (g = konst.) die modifizierte Grundgleichung:
p(h) = p0 + ρ g h
mit
ρ: Dichte der Flüssigkeit
g: Schwerebeschleunigung
h: Höhe der Flüssigkeitssäule über dem betrachteten Punkt
p0: Druck an der Oberfläche der Flüssigkeitssäule (bei h=0).
Bezieht man die #Kompressibilität von Wasser von etwa κ ≈ 5·10−5·bar−1 in die Berechnung des Drucks mit ein, ergibt sich das folgende Diagramm:
In 12.000 m Tiefe ergäbe sich hiermit, ausgehend von einer Dichte von 1000 kg/m3 in 0 m Tiefe, eine Abweichung des mit Kompressibilität berechneten, realen Drucks vom idealen von ca. 3,5 %. Hierbei bleiben jedoch weiterhin Temperatureffekte ebenso wie andere Einflüsse unberücksichtigt.

### Gleichmäßig horizontal beschleunigte Flüssigkeit

Flüssigkeit (blau) in einem gleichmäßig beschleunigten Behälter

Betrachtet wird ein gleichmäßig beschleunigter Behälter, in dem sich eine Flüssigkeit befindet, siehe Bild. Im Gleichgewicht sind die Fluidteilchen relativ zueinander in Ruhe, sodass die Gesetze der Fluidstatik anwendbar sind. Die Beschleunigung  eines Fluidelements dm ist gleich der Beschleunigung {\displaystyle a} des Behälters, weil es sich relativ zu ihm in Ruhe befindet, und von außen wirkt die lotrechte Gewichtskraft g·dm. Im beschleunigten Bezugssystem erscheint die horizontal ausgerichtete Führungskraft {\displaystyle -a\cdot \mathrm {d} m} (Scheinkraft). Zur Resultierenden aus Gewichts- und Führungskraft senkrecht sind die Isobaren, deren Steigungswinkel α sich aus dem Tangens tan des Winkels ergibt:
{\displaystyle \tan \alpha ={\frac {a\cdot \mathrm {d} m}{g\cdot \mathrm {d} m}}={\frac {a}{g}}}
Beim ruhenden Behälter ist {\displaystyle a=0} und die Oberfläche horizontal. Im Fluidkörper bildet sich ein Hydrostatischer Druck gemäß der resultierenden Beschleunigung {\displaystyle \textstyle f={\sqrt {a^{2}+g^{2}}}} aus.
Die Höhe, auf die die Flüssigkeit an der rückwärtigen Behälterwand hochsteigt, ergibt sich aus der Volumenkonstanz. Ist die Behälterwand niedriger, dann läuft die überschüssige Flüssigkeit aus.:32 Wenn die horizontale Beschleunigung im Vergleich zur Schwerebeschleunigung groß ist, wie beispielsweise in der Schwerelosigkeit, strebt die Flüssigkeit eine senkrechte Oberfläche an, die sich nur dann einstellen kann, wenn der Behälter oben geschlossen ist.

### Auf schiefer Ebene gleichmäßig beschleunigte Flüssigkeit

Behälter (Rechteck) auf einer schiefen Ebene mit Neigungswinkel θ

Betrachtet wird ein mit Flüssigkeit befüllter Behälter, der eine schiefe Ebene hinab gleitet, siehe Bild. Auch dieser Fall kann mit Mitteln der Fluidstatik behandelt werden,:171 d. h. davon ausgegangen werden, dass die Flüssigkeit im Behälter ruht. Wenn der Behälter mit Flüssigkeit die Masse m hat, wirkt auf ihn die Kraft mg·sinθ−f hangabwärts parallel zur Ebene, wobei f auf Reibung zurückgeht und zunächst unbestimmt bleibt. In horizontaler x-Richtung (nach links im Bild) wirkt das cosθ-fache dieser Kraft und in vertikaler z-Richtung (nach oben im Bild) das −sinθ-fache. Aus dem zweiten newtonschen Gesetz „Kraft gleich Masse mal Beschleunigung“ ergeben sich die Beschleunigungen (zweifache Zeitableitungen angezeigt durch die aufgesetzten Punkte):
{\displaystyle {\begin{aligned}m{\ddot {x}}=&(mg\sin \theta -f)\cos \theta \\m{\ddot {z}}=&(f-mg\sin \theta )\sin \theta \\\rightarrow {\ddot {\vec {x}}}:=&{\begin{pmatrix}{\ddot {x}}\\{\ddot {z}}\end{pmatrix}}=(g\sin \theta -f/m){\begin{pmatrix}\cos \theta \\-\sin \theta \end{pmatrix}}\end{aligned}}}
Der Beschleunigungsvektor {\displaystyle {\ddot {\vec {x}}}} ist hangabwärts gerichtet. Die Reibkraft f ist proportional zur Normalkraft N=mg·cosθ, sodass f=μmg·cosθ mit Reibkoeffizient μ und
{\displaystyle {\ddot {\vec {x}}}=g(\sin \theta -\mu \cos \theta ){\begin{pmatrix}\cos \theta \\-\sin \theta \end{pmatrix}}=g{\begin{pmatrix}(\tan \theta -\mu )\cos ^{2}\theta \\-(\tan \theta -\mu )\sin \theta \cos \theta \end{pmatrix}}}
wird. Diese Beschleunigung ist konstant, sodass die Flüssigkeit im Behälter ruhen kann. Allerdings muss tanθ größer als der Reibkoeffizient sein, denn sonst tritt Haftreibung ein und der Behälter bleibt stehen.
Auf die im Behälter ruhende  Flüssigkeit kann die allgemeine fluidstatische Grundgleichung {\displaystyle \nabla p=\rho ({\vec {k}}+{\vec {k}}_{f})} im mitbewegten Bezugssystem angewendet werden. Dort ist der Druckgradient  𝜵p gleich der Summe aus der volumenverteilten Schwerkraft und der volumenverteilten Scheinkraft. Neben der Schwerkraft {\displaystyle \rho {\vec {k}}=-\rho g{\hat {e}}_{z}} ist im beschleunigten Bezugssystem die Führungskraft {\displaystyle \rho {\vec {k}}_{f}=-\rho {\ddot {\vec {x}}}} (Scheinkraft) zu berücksichtigen:
{\displaystyle \nabla p=\rho ({\vec {k}}+{\vec {k}}_{f})=\rho (-g{\hat {e}}_{z}-{\ddot {\vec {x}}})=\rho g{\begin{pmatrix}-(\tan \theta -\mu )\cos ^{2}\theta \\(\tan \theta -\mu )\sin \theta \cos \theta -1\end{pmatrix}}}
Falls μ=tanθ, wo der Behälter stehen bleibt, ist der Druckgradient vertikal und die freie Oberfläche horizontal. In Abwesenheit von Reibung (μ=0) ist der Druckgradient
{\displaystyle \nabla p=\rho g{\begin{pmatrix}-\tan \theta \cos ^{2}\theta \\\tan \theta \sin \theta \cos \theta -1\end{pmatrix}}=\rho g{\begin{pmatrix}-\sin \theta \cos \theta \\\sin ^{2}\theta -1\end{pmatrix}}=-\rho g\cos \theta {\begin{pmatrix}\sin \theta \\\cos \theta \end{pmatrix}}}
senkrecht zur schiefen Ebene und die freie Oberfläche der Flüssigkeit parallel zu ihr. Ansonsten addiert sich noch der Anteil, der proportional zu μ ist:
{\displaystyle \nabla p=-\rho g\cos \theta {\begin{pmatrix}\sin \theta \\\cos \theta \end{pmatrix}}+\mu \rho g\cos \theta {\begin{pmatrix}\cos \theta \\-\sin \theta \end{pmatrix}}=\rho g\cos \theta \left[{\begin{pmatrix}-\sin \theta \\-\cos \theta \end{pmatrix}}+\mu {\begin{pmatrix}\cos \theta \\-\sin \theta \end{pmatrix}}\right]}
Die freie Oberfläche ist hier weniger geneigt als die Ebene.:172f Weil der Druckgradient nicht ortsabhängig ist, nimmt der Druck linear mit der Tiefe in Richtung des Gradienten zu.

### Gleichmäßig rotierende Flüssigkeit

Flüssigkeit in einem gleichmäßig rotierenden Behälter

Ein zylinderförmiger Behälter wird bis zur Höhe z0 mit einer Flüssigkeit gefüllt und auf die konstante Winkelgeschwindigkeit ω gebracht, siehe Bild. Durch die Viskosität und Haftbedingung teilt sich die Drehbewegung des Behälters der Flüssigkeit mit und nach hinreichend langer Zeit rotiert sie ebenfalls mit der Winkelgeschwindigkeit ω. Im mitrotierenden Bezugssystem K’ befindet sich die Flüssigkeit in Ruhe, sodass die Bedingungen der Hydrostatik erfüllt sind.
Im Bezugssystem K’ werden Zylinderkoordinaten mit radialer Koordinate r und vertikaler z benutzt, siehe Bild. Auf jedes Fluidelement mit Masse dm wirkt die Gewichtskraft dG=dm·g in -z-Richtung. Im beschleunigten Bezugssystem K’ ist noch die Führungskraft dZ zu berücksichtigen, die bei gleichmäßiger Drehung mit der Winkelgeschwindigkeit ω um die ruhende Drehachse gleich der radial auftretenden Zentrifugalkraft ist: dZ=dm·ω2·r. An jeder Stelle auf der Oberfläche ist diese senkrecht zur Resultierenden dF der beiden Kräfte dZ und dG, und so ergibt sich
{\displaystyle \tan \alpha ={\frac {\mathrm {d} Z}{\mathrm {d} G}}={\frac {\mathrm {d} m\cdot \omega ^{2}r}{\mathrm {d} m\cdot g}}={\frac {\omega ^{2}r}{g}}}
Gleichzeitig ist tanα auch die Steigung der Rotationskurve z(r), d. h. der Wert der Ableitungsfunktion an der betrachteten Stelle:
{\displaystyle \tan \alpha ={\frac {\mathrm {d} z}{\mathrm {d} r}}={\frac {\omega ^{2}r}{g}}}
Im homogenen Schwerefeld  (g=konst.) ergibt sich die Kurve zu
{\displaystyle z(r)={\frac {\omega ^{2}r^{2}}{2g}}+z_{b}}
wo die Integrationskonstante zb die Höhe im Tiefpunkt bei r=0 ist. Bemerkenswert ist, dass die Form des Paraboloids von der Art der Flüssigkeit unabhängig ist, weil in der letzten Gleichung keine Stoffgrößen vorkommen.
Die Steighöhe za ergibt sich aus der Tatsache, dass ein Zylinder durch ein eingeschriebenes Rotationsparaboloid zweiter Ordnung in zwei Teile mit identischem Volumen zerlegt wird. Die Füllhöhe z0 im nicht rotierenden Zylinder befindet sich daher mittig zwischen za und dem Tiefpunkt zb. Andererseits ergibt sich die Differenz za − zb aus der Rotationskurve::33
{\displaystyle z_{0}={\frac {z_{a}+z_{b}}{2}}\;,\quad z_{a}-z_{b}=z(R)-z(0)={\frac {\omega ^{2}}{2g}}R^{2}\quad \rightarrow \quad z_{a,b}=z_{0}\pm {\frac {\omega ^{2}R^{2}}{4g}}}

## Technische Anwendung der Druck-Fortpflanzung

### Statischer Auftrieb
Wird ein Körper in eine Flüssigkeit gebracht, so ist der Druck an der Unterseite höher als an der Oberseite. Die resultierende Kraft weist nach oben und heißt Auftrieb. Die Auftriebskraft entspricht der Gewichtskraft der verdrängten Flüssigkeit. Ist die durchschnittliche Dichte eines Körpers kleiner als die der Flüssigkeit, so überwiegt die Auftriebskraft gegenüber der Gewichtskraft. Wirken dann nicht noch andere Kräfte auf ihn ein, steigt der Körper nach oben und schwimmt. Ist seine Dichte hingegen größer als die Flüssigkeit, sinkt der Körper nach unten, bei gleicher Dichte schwebt er.

### Hydraulik

Funktionsprinzip einer hydraulischen Presse

Hydraulische Systeme nutzen die Unabhängigkeit des Drucks von der Gefäßform aus. Wird beispielsweise Wasser durch ein Rohr mit relativ kleinem Querschnitt {\displaystyle S_{1}} wie im Bild in ein Gefäß mit großen Querschnitt {\displaystyle S_{2}} gedrückt, so entsteht der Druck {\displaystyle p={\tfrac {F_{1}}{S_{1}}}} im Wasser. Dieser Druck pflanzt sich nach dem Pascalschen Druckfortpflanzungsgesetz in das Gefäß fort und wirkt dort auf der gesamten Querschnittsfläche {\displaystyle S_{2}}. Darauf wird vom Wasser die resultierende Kraft {\displaystyle F_{2}=p\cdot S_{2}={\tfrac {S_{2}}{S_{1}}}F_{1}} ausgeübt, die ein Vielfaches der Kraft {\displaystyle F_{1}} ist.:37 Das hydraulische System ist eine

« machine […] pour multiplier les forces »

„Maschine um Kräfte zu multiplizieren“

Anwendung findet dieses Prinzip z. B. in der hydraulischen Presse. Deren Wirkungsgrad wird nur durch die Reibung in den Kolbendichtungen geschmälert. Viskosität der Flüssigkeit hat auf das Kraftverhältnis keinen Einfluss, da im Endzustand statische Bedingungen herrschen.:38